# Baltasar Sangchili
Baltasar Belenguer Hervás, meglio conosciuto come Baltasar Sangchili (Valencia, 10 ottobre 1911 – 2 settembre 1992), è stato un pugile spagnolo, Campione del Mondo dei pesi gallo (1935-1936).

## Biografia

### Carriera pugilistica
Ha debuttato al professionismo nel 1928 e ha combattuto i suoi primi match nella sua Valencia, con risultati alterni. Successivamente combatté nel resto della Spagna, ottenendo una striscia di 22 match senza sconfitte. Dopo altri risultati alterni, salì nuovamente sul ring di casa per incontrare Carlo Flix per il campionato nazionale dei pesi gallo, che fece suo il 22 aprile 1933. Il 15 luglio dello stesso anno, a Valencia, combatté per il titolo europeo contro il belga Nicolas Petit-Biquet. L'incontro si concluse con un ininfluente pari, tra le proteste del pubblico.
Il 18 agosto 1934, gli fu concessa la rivincita, ad Algeri, ma Petit-Biquet lo sconfisse ai punti. Il 18 marzo 1953 Sangchili combatté per la prima volta contro il  campione del mondo Panama Al Brown, più alto di 20 centimetri e con un allungo superiore di ben 28. Il match, senza titolo in palio, si concluse con la vittoria del panamense ai punti in dieci riprese. Brown, tuttavia, acconsentì di concedere la rivincita allo spagnolo, mettendo in palio la corona per una borsa di 50.000 pesetas contro le 1000 dello sfidante. 
Contrariamente a tutti i pronostici, il 1º giugno 1935, a Valencia, Baltasar Sangchili conquistò il titolo mondiale IBU dei pesi gallo, battendo ai punti il fortissimo avversario. Con questa impresa, Sangchili fu il primo spagnolo a indossare una cintura di Campione del Mondo di pugilato. Bisognerà attendere trentatré anni, il 24 luglio 1968, prima che un altro spagnolo, José Legrá Utría, ancorché cubano di nascita, riesca a ripetere l'impresa. Il 31 agosto dello stesso anno, ad Algeri, Sangchili si tolse la soddisfazione di battere Petit-Biquet per knock-out tecnico al 1º round, in un match senza titoli in palio.
Lo spagnolo perse il titolo mondiale il 29 giugno 1936 al Madison Square Garden di New York, dai pugni di Tony Marino. Sangchili fu sconfitto per knock-out tecnico al 14º round, sebbene fosse in vantaggio ai punti. 
Rimase inattivo per tutto il 1937. Nel 1938, la International Boxing Union dichiarò vacante il titolo mondiale dei pesi gallo e allestì un nuovo match tra Baltasar Sangchili e Panama Al Brown per l'attribuzione della cintura. Il 4 marzo 1938, a Parigi, Brown conquistò nuovamente il titolo mondiale, battendo il suo avversario ai punti.
Il 18 marzo 1940, Sangchili riconquistò nuovamente il titolo nazionale dei pesi gallo. Sei settimane più tardi combatté il suo ultimo vittorioso match. Poi appese i guantoni con ancora indosso la cintura di Campione di Spagna.

### Vita privata
Sangchilli ha sposato una trapezista francese e poi si unì al suo circo, esibendosi in spettacolari esibizioni di salto con la corda. Aprì poi una palestra nei pressi di Valencia e diventò allenatore e manager di pugilato. È morto il 2 settembre 1992 in un tragico incidente domestico.